# Armand Dandoy
Armand Dandoy, né le 11 novembre 1834 à Gougnies et mort le 14 juillet 1898 à Namur, est un artiste peintre et un photographe belge.

## Biographie

### Le peintre
Armand Dandoy a été le plus ancien et le plus intime des amis de Félicien Rops, dont il a réalisé le portrait photographique. Ensemble, ils ont fréquenté l’Académie de peinture de Namur alors placée sous la direction de Ferdinand Marinus, et il arriva plusieurs fois que les tableaux du premier fussent retouchés par le second. Sans jamais y voir d'œuvres majeures, la critique du moment en reconnaissait la qualité du rendu atmosphérique, la justesse du ton, l’exactitude des notations autant que la vigueur de l'exécution ; Georges Verdavainne soulignait d'ailleurs, dans la Fédération artistique du 3 juillet 1886 :
« Un autre paysagiste namurois, M. Armand Dandoy, dans la maturité de son talent, expose trois sites pris aux environs de Namur, conçus sobrement avec une passion de franchise et de vérité. La Meuse à Anseremme n'est pas une œuvre secondaire ; on y trouve à côté d'une expression juste, d'un rendu facile, une certaine harmonie enveloppante dans la gradation des tons. »

### Le photographe
Sur un plan strictement professionnel, il a pratiqué la photographie dès juillet 1856, d’abord en collaboration avec son frère Héliodore, puis comme seul exploitant d’un établissement où nombre de ses concitoyens venaient se faire tirer le portrait. Au début des années 1870, il ajoutait à ce commerce alimentaire celui de vues photographiques de la région mosane, dont la présentation a varié avec le temps : petits albums dépliables, cartes de visite ou cartes-albums et finalement cartes postales illustrées. 
C’est cependant sa Province de Namur monumentale et pittoresque qui lui valut quelque titre à la postérité.
En 1869, l’autorité provinciale le chargeait en effet de fixer par image les paysages, les monuments et les objets d’art les plus remarquables du territoire dont elle assurait l'administration. Le produit de cette mission photographique (onze livraisons entre 1869 et 1879), une des rares de ce type à avoir été commanditées en Belgique, n'a été diffusée qu’en un petit nombre d’exemplaires, mais près de 400 des négatifs réalisés dans ce cadre ont été conservés et reposent aujourd’hui dans les collections de la Société archéologique de Namur.